# 陽のあたる坂道 (Do As Infinityの曲)
「陽のあたる坂道」（ひのあたるさかみち）は、日本のロックバンド・Do As Infinityの12作目のシングル。

## 概要
- 前作「冒険者たち」から約5ヶ月ぶりにして、アルバム『Do The Best』からの先行シングル。
- 表題曲は水野美紀主演のテレビドラマ『初体験』の主題歌と、携帯電話『V302T』のCMソングにそれぞれ使用された[1]。テレビドラマのタイアップは「Week!」以来3作ぶりとなった。また、前作に続きカップリング曲がノンタイアップ、表題曲で複数のタイアップは初となった。
- 今作で『ミュージックステーション』に4度目の出演を果たした[2]。
- オリコンチャート初登場5位を獲得。4作連続でトップ10入りを果たした。また、シングルとしては「深い森」以来2作ぶりに日本レコード協会からゴールドディスク認定を受けている。

## 収録曲
1. 陽のあたる坂道 [4:25]
作詞・作曲：D・A・I
編曲：D・A・I、Seiji Kameda
作詞は伴都美子、作曲は長尾大。レコーディング自体は『DEEP FOREST』と同時に行われていた[注 1]。ストリングスとグロッケンシュピールのイントロから始まる楽曲で、伴曰く「軸にあるバラード」とのこと[1]。
2. What you gonna do? [3:54]
作詞・作曲：D・A・I
編曲：D・A・I、Seiji Kameda
3. 陽のあたる坂道 (Instrumental) [4:25]
作曲：D・A・I
編曲：D・A・I、Seiji Kameda
表題曲のインストゥルメンタルバージョン。
4. What you gonna do? (Instrumental) [3:52]
作曲：D・A・I
編曲：D・A・I、Seiji Kameda
カップリング曲のインストゥルメンタルバージョン。

## タイアップ
- フジテレビ系列火曜9時枠ドラマ『初体験』主題歌 (#1)
- 東芝製ボーダフォン社携帯電話『V302T』CMソング (#1)

## 収録アルバム
- Do The Best (#1)
- Do The B-side (#2)
- Do The A-side (#1)
- Do The Best "Great Supporters Selection" (#1)
- The Best of Do As Infinity (#1)
- Lounge (#1)
- Do The Complete (#1)

## 2 of Us
「陽のあたる坂道 [2 of Us]」（ひのあたるさかみち・トゥー・オブ・アス）は、日本のロックバンド・Do As Infinityの16作目の配信限定シングル。

### 概要
- 前作「冒険者たち [2 of Us]」から続く16週連続配信企画『2 of Us』の最後のシングル。

### 収録曲
1. 陽のあたる坂道 [2 of Us] [4:48]
作詞・作曲：D・A・I
編曲：Ryo Owatari
大渡は原曲の雰囲気を壊さないよう、ライブでキーボードが弾いているメロディもアコースティックギター2本でアレンジしながら制作したという。また、昨今のライブではサビの2つ目のコードを変更したアレンジで演奏していたが、今回の収録にあたり採用されている[1]。

### 収録アルバム
- 2 of Us [BLUE] -14 Re:SINGLES-

## カバー
- 沼倉愛美、原由実、浅倉杏美 - 2012年発売のアルバム『THE IDOLM@STER STATION!!! Nouvelle Vague』に収録。
- D-LITE（BIGBANG） - 2013年発売のアルバム『D’scover』に収録。